# Benjamin Sore
Pas d'image ? Cliquez ici

a Compétitions nationales et continentales officielles uniquement.

b Matchs officiels uniquement.
Dernière mise à jour le 20 mai 2022.
Benjamin Sore, né le 8 février 1987 à Langon, est un joueur de rugby à XV évoluant au poste de pilier (1,79 m pour 122 kg).

## Club
- Stade langonnais (Fédérale 1).
- 2004-2009 SU Agen
- 2009-2011 SC Albi
- 2011-2012 CS Bourgoin-Jallieu

## Statistiques en équipe nationale
- International -18 ans : 4 sélections (pays de Galles, Écosse, Angleterre, Irlande).
- International -19 ans :
  - 4 sélections au championnat du monde 2006 à Dubaï :  Angleterre, Australie, Argentine, Afrique du Sud.[réf. nécessaire]
  - 7 sélections en 2005-2006.[réf. nécessaire]